# Omolabus spinipectus
Omolabus spinipectus es una especie de coleóptero de la familia Attelabidae.

## Distribución geográfica
Habita en Costa Rica.